# Канавська сільська рада
Канавська сільська рада — колишній орган місцевого самоврядування у Кобеляцькому районі Полтавської області з центром у c. Канави.

## Населені пункти
Сільраді були підпорядковані населені пункти:
- c. Канави
- с. Водолагівка